# 赵进义
赵进义（1902年10月25日—1972年9月7日），字希三，男，直隶（今河北）束鹿人，中国数学家、天文学家。

## 生平
赵进义是直隶（今河北）束鹿范家庄村人。早年就读于保定育德中学。1921年高中毕业后前往法国留学，在里昂大学学习数学、天文学与力学，先后获理学硕士、博士学位。毕业后在里昂大学天文台从事研究。1928年受中国天文学会派遣，作为中国代表列席在荷兰举办的第三届国际天文联合会全体会议。同年返回中国，任教于中山大学数学天文系，并加入中国天文学会。1930年前往北平，出任北平师范大学数学系教授、系主任。1935年参与创办中国数学会并任理事会理事。抗日战争爆发后随校迁往西安，担任国立西北联合大学数学系教授、系主任。1943年任理学院院长，次年又代理校长。1948年赴成都，先后任教于四川大学、华西大学、成都理学院等校。
中华人民共和国成立后，赵进义于1950年返回北京，任教于华北大学工学院（今北京理工大学）。1954年出任北京市天文学会理事长。1972年在北京逝世。

## 家庭
赵进义的内兄是画家王森然。